# Institut fédéral électoral
L'Institut fédéral électoral (en espagnol : Instituto Federal Electoral) est un ancien organisme public autonome dont la responsabilité était d'organiser et de surveiller les élections mexicaines au niveau fédéral, c'est-à-dire celles concernant les députés, les sénateurs et le président de la République mexicains. Il est remplacé en 2014 par l'Institut national électoral.

## Création
Une série de réformes de la Constitution mexicaine approuvées en 1989 et le Code fédéral des institutions et procédures électorales (COFIPE) d'août 1990 définissent les rôles de l'IFE qui commence ses activités le 11 octobre 1990. 
Le Tribunal électoral du pouvoir judiciaire de la Fédération (TEPJF ou Trife) qui est chargé de résoudre les différends en matière de litiges électoraux, tant au niveau local que fédéral, dépend de l'IFE. 
L'IFE peut annuler des élections en cas d'irrégularités.
Sous la présidence de Vicente Fox, la gestion des bases de données électorales est confiée par l'IFE à une entreprise proche du gouvernement et du Parti action nationale (près de 150 millions de dollars de contrats signés entre 2002 et 2005), appartenant au beau-frère de Felipe Calderón.

## Décisions de l'IFE
- Élections annulées pour cause d'irrégularités

En 2000 : Tabasco
En 2003 : Colima

## Remplacement
L'INE est remplacé à partir du 4 avril 2014 par l'Institut national électoral.